# Misión San Juan Capistrano
La Misión San Juan Capistrano es una parroquia católica, ubicada en la localidad de San Juan Capistrano, California, Estados Unidos. Fue erigida por el Padre Presidente de las misiones de Alta California, fray Junípero Serra, el año 1776. Es considerada un Hito Histórico Nacional y probablemente la más reconocida de las misiones californianas. Asimismo, contiene el edificio más antiguo en uso de California.

## Historia
Durante su mandato en California, el Padre Presidente Junípero Serra estableció la necesidad de un nuevo pueblo de misión  entre  San Diego de Alcalá y San Gabriel Arcángel. Fue así que inició la fundación de San Juan Capistrano por Fermín Lasuen, el 19 de octubre de 1775. Sin embargo, una revuelta de nativos en San Diego obligó a abandonar el asentamiento para prestar ayuda. Al retornar la tranquilidad, Junípero Serra refundó la misión el 1 de noviembre de 1776, aunque poco después sería trasladada debido a la escasez de agua. Para 1778, fue erigida una pequeña iglesia, posteriormente sustituida por la Capilla de Serra, la cual es considerada la edificación más antigua en uso de California y la única en pie donde el Padre Presidente celebró la misa.
En los siguientes treinta años San Juan Capistrano no dejaría de prosperar, tanto en sus edificios como en población, entre los que se encontraban los nativos conversos llamados juaneños. Para 1806 tenía 1.000 habitantes. 
Dentro de sus instalaciones se encontraba la Gran Iglesia cuya estructura era de piedra, y la cual fue iniciada en 1796 y terminada diez años después. Su construcción fue supervisada por el mexicano Isidro Aguilar quien murió en 1803. Para 1819, San Juan Capistrano alcanzó el mayor número de animales en su hacienda, que incluía 14.000 cabezas de ganado y 16.000 ovejas. También su producción agrícola era notable.
El año 1812, acaeció un terremoto que mató a 40 neófitos (indios conversos) y el gran templo resultó destruido. Asimismo, para esa época comenzó la decadencia de San Juan, pues los nacimientos en el lugar empezaron a disminuir, mientras la mortalidad aumentaba; por otro lado, el gobierno de México cesó su asistencia. Incluso, para 1818 fue atacada por corsarios bajo bandera argentina al mando de Hipólito Bouchard (Crucero corsario de La Argentina).
Tras la Independencia de México, la misión fue secularizada en 1833. Ese mismo año, el gobernador de California, José María Echeandía, dispuso establecer un pueblo de "indios libres" en el que supuestamente los nativos tomarían a su cargo las instalaciones. Por el contrario, ellos terminaron quejándose que trabajaban para el oficial gubernamental a cargo. Por último, en 1845 el gobernador Pío de Jesús Pico vendió la heredad a un precio de US$ 710 a su cuñado, cuando el verdadero valor se estimaba en más de US$ 54.000. La familia vivió allí por veinte años. Después de su abandono, siendo California parte de Estados Unidos, el gobierno retornó la misión a la Iglesia católica en 1865.
La restauración de San Juan Capistrano, conocida alguna vez como la "joya de las misiones", empezó gracias a las obras del Landmarks Club a finales del siglo XIX, y también resultó fundamental la intervención del padre John O’Sullivan entre los años 1910 y 1940. Para los años 1980 fue erigido un nuevo templo que fue consagrado en 1987; y el cual adquirió el título de Basílica en el año 2000 por el papa Juan Pablo II. Por otra parte, una de las características notables del lugar son sus hermosos jardines.

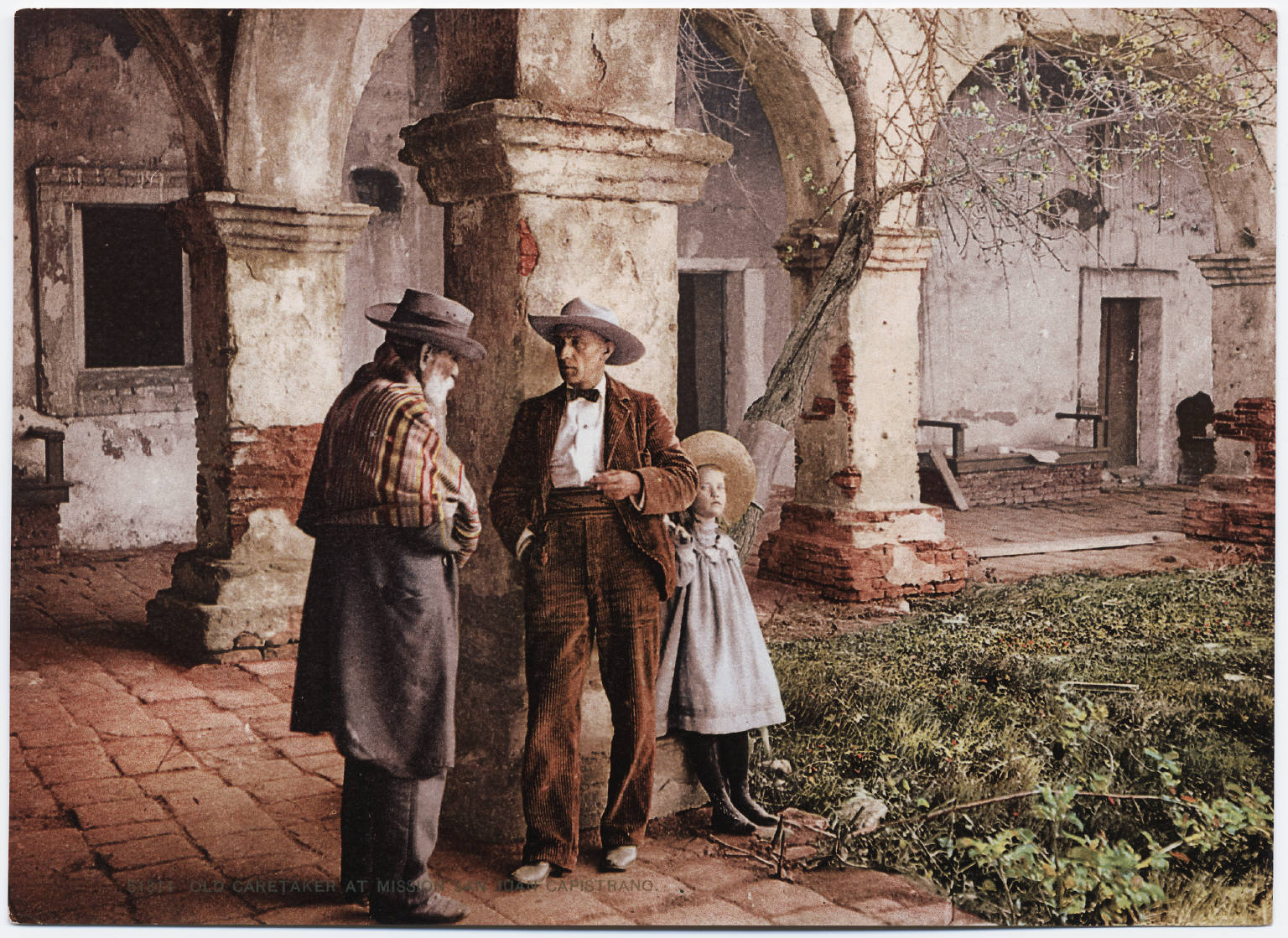
Postal de principios del siglo XX.
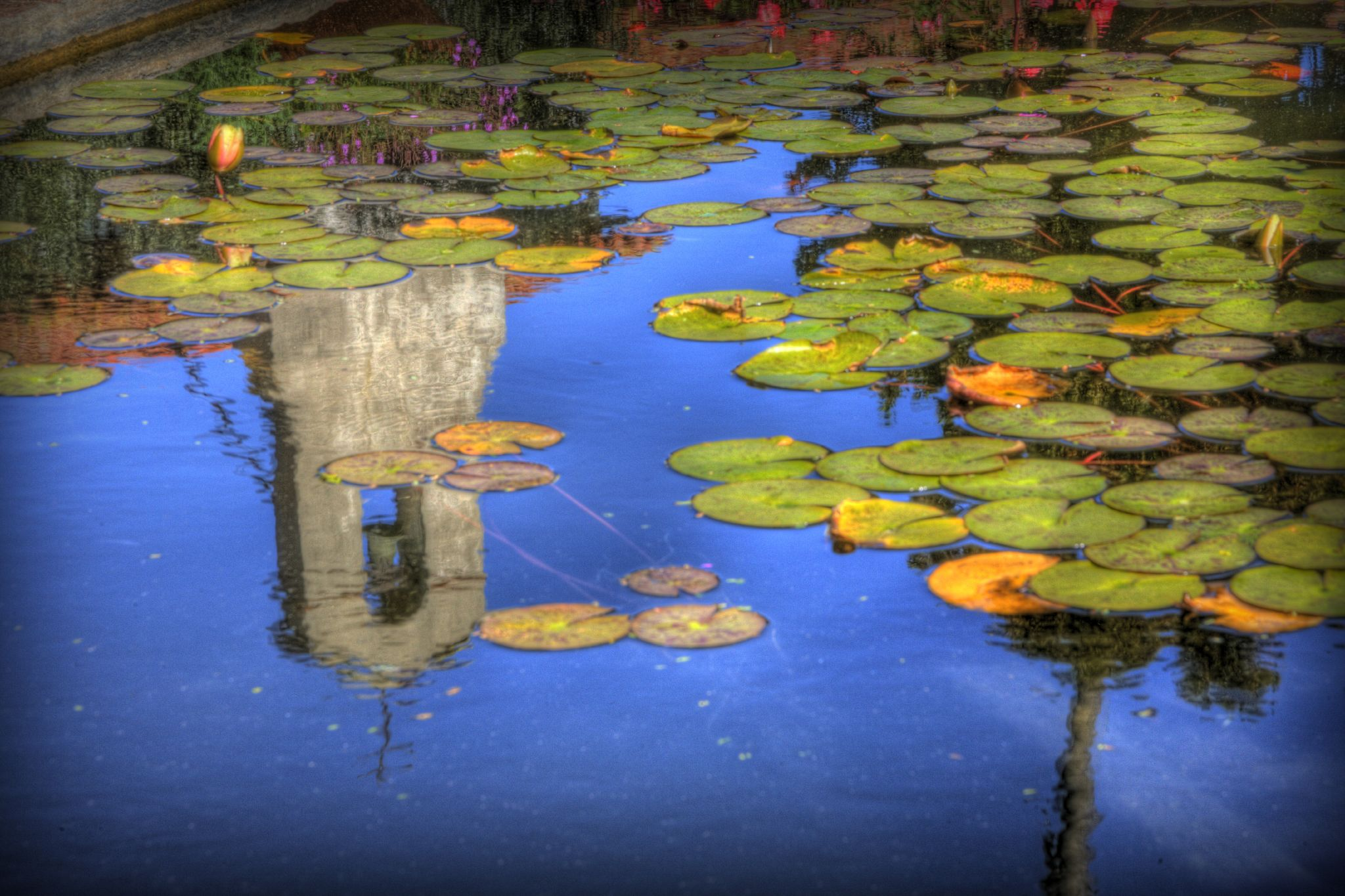
Una fuente en San Juan Capistrano.
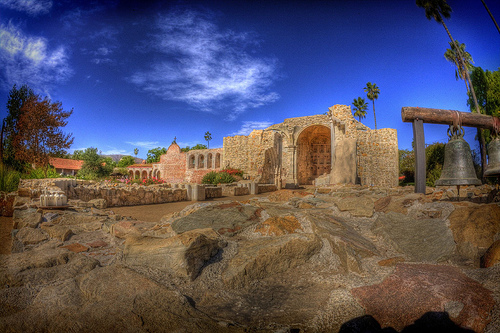
Parte de las ruinas.
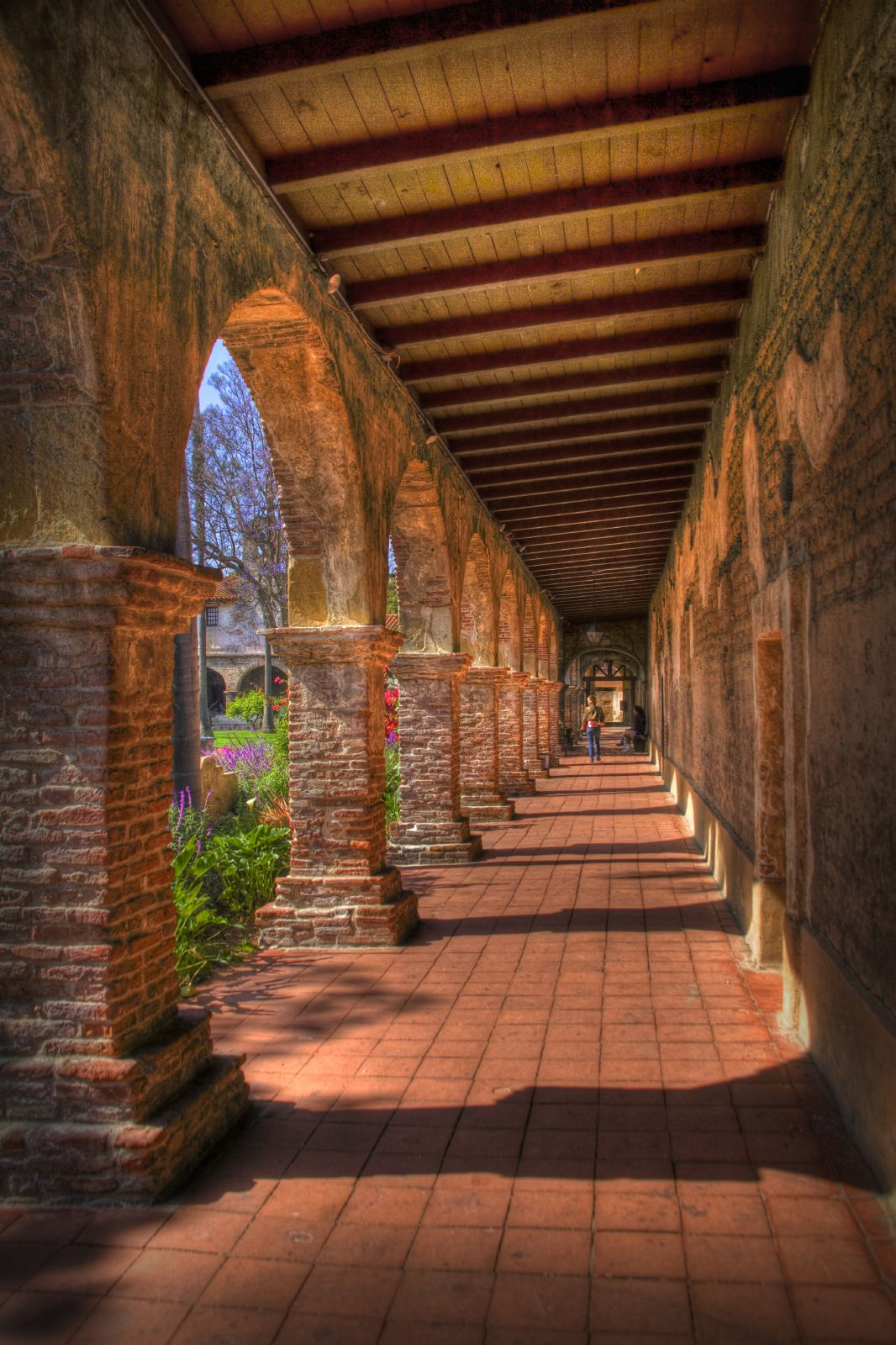
Corredor.